# Ліндсей (округ Ривс, Техас)
Ліндсей (англ. Lindsay) — переписна місцевість (CDP) в США, в окрузі Ривс штату Техас. Населення — 271 особа (2010).

## Географія
Ліндсей розташований за координатами 31°22′9″ пн. ш. 103°32′15″ зх. д. / 31.36917° пн. ш. 103.53750° зх. д. (31.369077, -103.537530).  За даними Бюро перепису населення США в 2010 році переписна місцевість мала площу 2,63 км², уся площа — суходіл.

## Демографія
Згідно з переписом 2010 року, у переписній місцевості мешкала 271 особа в 93 домогосподарствах у складі 69 родин. Густота населення становила 103 особи/км².  Було 116 помешкань (44/км²).
Расовий склад населення:
| - 85,6 % — білих - 1,1 % — корінних американців - 12,9 % — осіб інших рас |

До двох чи більше рас належало 0,4 %. Частка іспаномовних становила 88,9 % від усіх жителів.
За віковим діапазоном населення розподілялося таким чином: 27,7 % — особи молодші 18 років, 55,0 % — особи у віці 18—64 років, 17,3 % — особи у віці 65 років та старші. Медіана віку мешканця становила 38,8 року. На 100 осіб жіночої статі у переписній місцевості припадало 99,3 чоловіків;  на 100 жінок у віці від 18 років та старших — 98,0 чоловіків також старших 18 років.
Середній дохід на одне домашнє господарство  становив 32 190 доларів США (медіана — 30 769), а середній дохід на одну сім'ю — 25 267 доларів (медіана — 19 375). За межею бідності перебувало 65,0 % осіб, у тому числі 82,7 % дітей у віці до 18 років та 24,6 % осіб у віці 65 років та старших.
Цивільне працевлаштоване населення становило 83 особи. Основні галузі зайнятості: освіта, охорона здоров'я та соціальна допомога — 30,1 %, транспорт — 21,7 %, сільське господарство, лісництво, риболовля — 20,5 %.